# Campanar de l'antic convent de dominics d'Aiòder
La Torre campanar de l'Antic Convent Dominics, localitzada al carrer del Convent d'Aiòder, a la comarca de l'Alt Millars és una torre catalogada com a Bé de rellevància local, segons la Disposició Addicional Cinquena de la Llei 5/2007, de 9 de febrer, de la Generalitat Valenciana, de modificació de la Llei 4/1998, d'11 de juny, del Patrimoni Cultural Valencià (DOCV Núm. 5.449 / 13/02/2007), amb codi identificatiu: 12.08.017-001.

## Descripció
Es tracta d'un dels pocs vestigis, que queden en peus, de l'antic Convent dels Dominicos que es va començar a construir en 1575, finalitzant-se la seva obra amb la construcció en 1601, i derrocant el convent en 1950.
Es tracta d'una torre exempta d'uns 36 metres d'altura que formava part de l'església de l'antic Convent dels Dominicos, construït per cristianitzar als habitants moriscs de la zona, i que feu d'església parroquial, fins que al segle xix es va construir l'actual església.
El convent va ser utilitzat durant les Guerres Carlines com a caserna general de les tropes.
És una torre esvelta de bona factura i en ella poden observar-se encara, restes de l'antiga decoració, així com unes curioses gàrgoles de pedra. És monument d'interès local des de fa relativament poc, malgrat això qualsevol intervenció tant a la torre com en les campanes ha de comunicar-se a la Direcció general del Patrimoni Cultural Valencià amb el projecte corresponent, abans del seu inici per a la deguda aprovació oficial. Actualment es troba en procés de restauració per part de la Conselleria de Cultura.